# Nénigan
Nénigan is een gemeente en dorp (fr.commune) in het Franse departement Haute-Garonne (regio Occitanie). De commune telt 58 inwoners (2009). De plaats maakt deel uit van het kanton Boulogne-sur-Gesse in het arrondissement Saint-Gaudens. De inwoners worden Néniganois(es) genoemd.

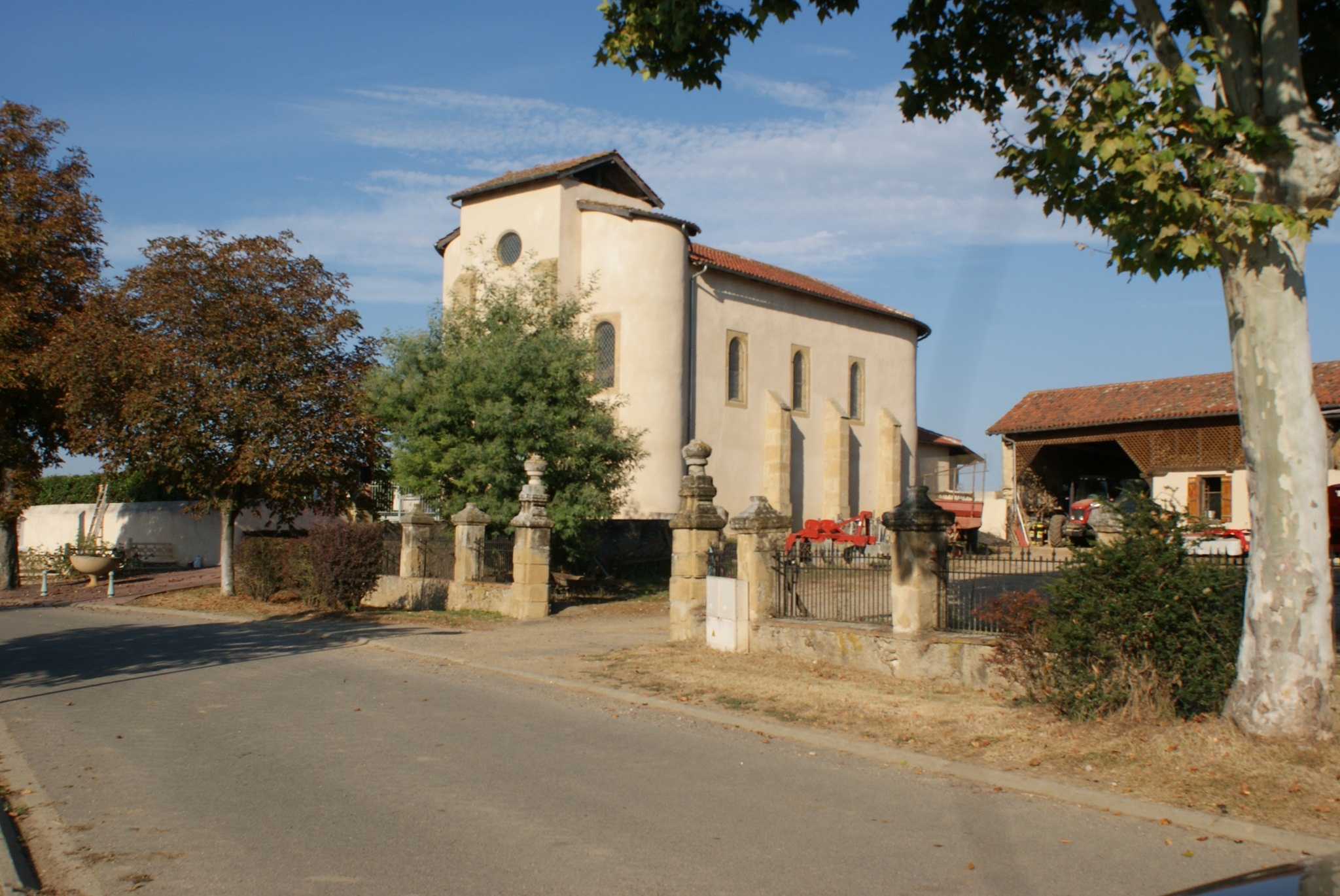
De kerk van Nénigan

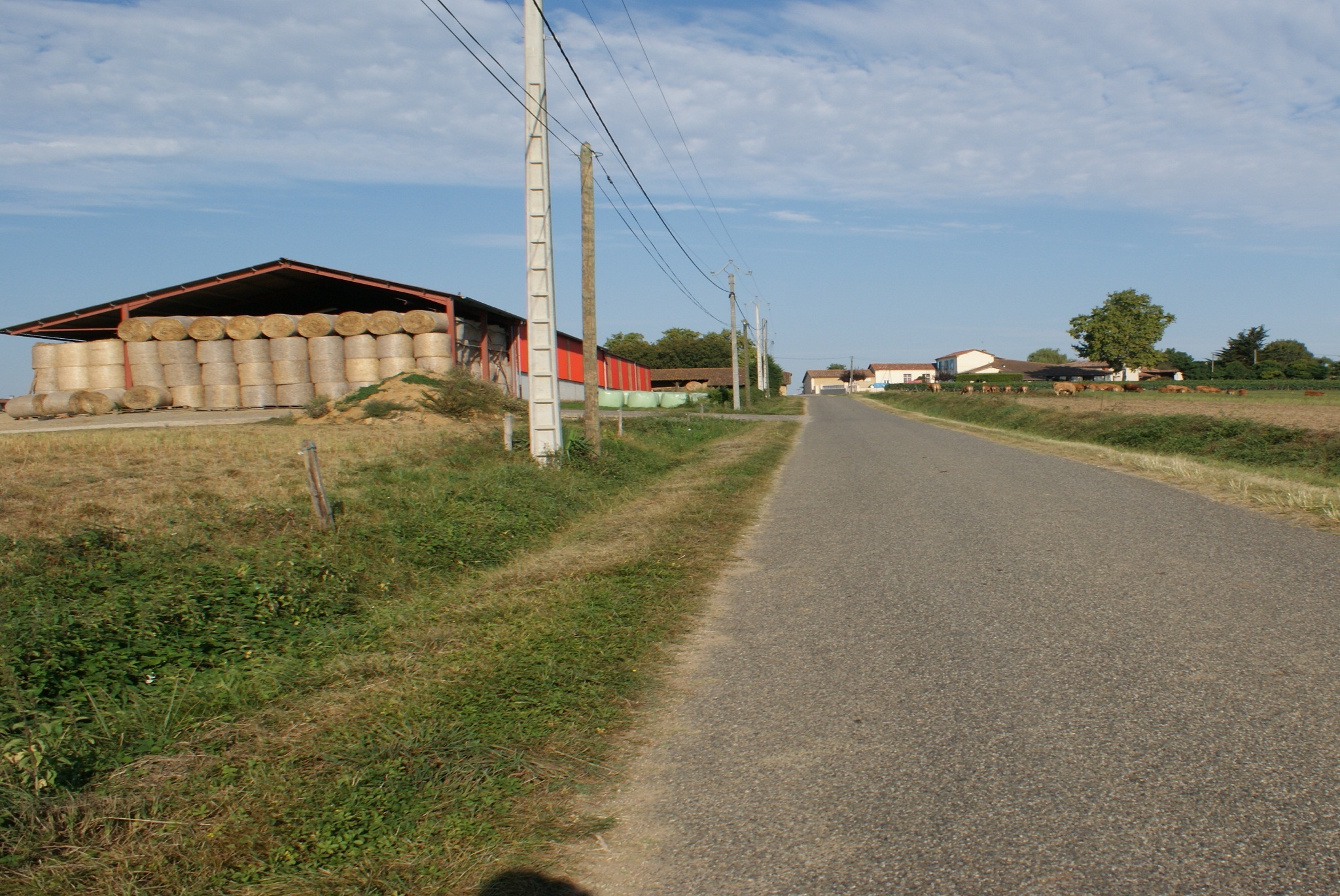
De D41 in Nénigan

## Het huidige dorp
Het dorp is gelegen op de heuvelrug tussen het dal van de Gimone in het westen en dat van de Gesse in het oosten. De D41 kruist in Nénigan met de D84. Er is een gemeentehuis, een gemeentelijke feestzaal, een kerk en een monument voor de gevallenen. Er is een kleine houtbewerkings werkplaats. In de Gesse is bij de D84 een in particulier bezit zijnde watermolen.

## De nabije omgeving
De onderstaande figuur toont de Nénigan omringende communes.

## Geografie
De oppervlakte van Nénigan bedraagt 2,4 km², de bevolkingsdichtheid is dus 24,2 inwoners per km². Het dorp ligt 33 km van Auch en 66km van Toulouse.
De onderstaande kaart toont de ligging van Nénigan met de belangrijkste infrastructuur en aangrenzende gemeenten.

## Demografie
Onderstaande figuur toont het verloop van het inwonertal (bron: INSEE-tellingen).